# Hermya cristata
Hermya cristata är en tvåvingeart som beskrevs av Malloch 1931. Hermya cristata ingår i släktet Hermya och familjen parasitflugor. Inga underarter finns listade i Catalogue of Life.